# Принцеза на зрну грашка (филм из 2002)
Принцеза на зрну грашка (енгл. The Princess and the Pea) је амерички анимирани филм урађен на основу истоимене бајке Ханса Кристијана Андерсена. Премијерно је издат 16. августа 2002. године.
Прича говори о Дарији, скромној сиромашној девојци која не зна да је заправо принцеза, те да је по рођењу замењена охолом Хилдегард, кћерком љубоморног краљевог брата Лера. Дарија се заљубљује у Ролоа, будућег мужа принцезе Хилдегард, што изазива низ невоља. Једино зрно грашка може открити тајну принцезе, али нико не зна како, док једанпут мудром гаврану Себастијану није синуло - није до грашка, већ до принцезе!
Главне улоге тумаче Аманда Вејвинг, Кристен Бентон, Стивен Веб, Ден Финерти, Најџел Ламберт, Линколн Хоуп, Ронан Виберт и други.
У Србији филм је доступан на ДВД-овима које је издао Делта Видео 2006. године. 